# Áreas Protegidas dos Três Rios Paralelos de Iunã
As Áreas Protegidas dos Três Rios Paralelos de Iunã ou Iunão são um grupo de 15 áreas protegidas no noroeste montanhoso da província de Iunã, China. Estende-se por uma área de 1.648.400 ha, abrangendo parte das bacias do rios Iansequião (Jinxa), Mecão (Lacam) e Salween (Nujiam) e as Montanhas Yunling.
No grupo de áreas protegidas estão incluídos:
- Reserva Natural da Montanha de Gaoliom
- Reserva Natural da Montanha sob Neve de Baimão
- Reserva da Montanha sob neve de Haba, (Garganta do Pulo do Tigre, Iansequião)
- Reserva Natural do Lago Bita
- Reserva Natural de Iunlim
- Área de Gonxã
- Área de Iuelianxã
- Área de Pianma
- Área da Montanha sob Neve de Meili
- Área do Lago Julom
- Área de Laouoxã
- Área de Honxã
- Área cénica da Montanha de Qianhu
- Área cénica da Montanha de Laojum

As Áreas Protegidas dos Três Rios Paralelos de Iunã foram declaradas Património Mundial em 2003.